# Bléré
Bléré és un municipi francès, situat al departament de l'Indre i Loira i a la regió de Centre – Vall del Loira. L'any 2007 tenia 5.045 habitants.

## Demografia

### Població
El 2007 la població de fet de Bléré era de 5.045 persones. Hi havia 2.106 famílies, de les quals 716 eren unipersonals (277 homes vivint sols i 439 dones vivint soles), 642 parelles sense fills, 623 parelles amb fills i 125 famílies monoparentals amb fills.
La població ha evolucionat segons el següent gràfic:
Habitants censats

### Habitatges
El 2007 hi havia 2.485 habitatges, 2.152 eren l'habitatge principal de la família, 181 eren segones residències i 152 estaven desocupats. 1.819 eren cases i 609 eren apartaments. Dels 2.152 habitatges principals, 1.259 estaven ocupats pels seus propietaris, 844 estaven llogats i ocupats pels llogaters i 50 estaven cedits a títol gratuït; 75 tenien una cambra, 258 en tenien dues, 489 en tenien tres, 591 en tenien quatre i 739 en tenien cinc o més. 1.545 habitatges disposaven pel capbaix d'una plaça de pàrquing. A 1.012 habitatges hi havia un automòbil i a 789 n'hi havia dos o més.

### Piràmide de població
La piràmide de població per edats i sexe el 2009 era:
| Homes | Edats   | Dones |
| ----- | ------- | ----- |
| 8     | 95 o +  | 32    |
| 24    | 90 a 94 | 64    |
| 40    | 85 a 89 | 100   |
| 40    | 80 a 84 | 88    |
| 112   | 75 a 79 | 108   |
| 104   | 70 a 74 | 152   |
| 124   | 65 a 69 | 132   |
| 128   | 60 a 64 | 128   |
| 104   | 55 a 59 | 104   |
| 120   | 50 a 54 | 112   |
| 132   | 45 a 49 | 160   |
| 140   | 40 a 44 | 164   |
| 160   | 35 a 39 | 160   |
| 132   | 30 a 34 | 172   |
| 168   | 25 a 29 | 164   |
| 128   | 20 a 24 | 100   |
| 144   | 15 a 19 | 84    |
| 132   | 10 a 14 | 132   |
| 168   | 5 a 9   | 144   |
| 120   | 0 a 4   | 60    |

## Economia
El 2007 la població en edat de treballar era de 2.947 persones, 2.258 eren actives i 689 eren inactives. De les 2.258 persones actives 2.019 estaven ocupades (1.061 homes i 958 dones) i 239 estaven aturades (97 homes i 142 dones). De les 689 persones inactives 253 estaven jubilades, 218 estaven estudiant i 218 estaven classificades com a «altres inactius».

### Ingressos
El 2009 a Bléré hi havia 2.210 unitats fiscals que integraven 4.986 persones, la mediana anual d'ingressos fiscals per persona era de 18.013 €.

### Activitats econòmiques
Dels 295 establiments que hi havia el 2007, 3 eren d'empreses extractives, 7 d'empreses alimentàries, 3 d'empreses de fabricació de material elèctric, 21 d'empreses de fabricació d'altres productes industrials, 40 d'empreses de construcció, 67 d'empreses de comerç i reparació d'automòbils, 7 d'empreses de transport, 18 d'empreses d'hostatgeria i restauració, 3 d'empreses d'informació i comunicació, 15 d'empreses financeres, 18 d'empreses immobiliàries, 32 d'empreses de serveis, 35 d'entitats de l'administració pública i 26 d'empreses classificades com a «altres activitats de serveis».
Dels 91 establiments de servei als particulars que hi havia el 2009, 1 era una oficina d'administració d'Hisenda pública, 1 gendarmeria, 1 oficina de correu, 5 oficines bancàries, 11 tallers de reparació d'automòbils i de material agrícola, 2 tallers d'inspecció tècnica de vehicles, 2 autoescoles, 6 paletes, 7 guixaires pintors, 9 fusteries, 6 lampisteries, 3 electricistes, 9 perruqueries, 1 veterinari, 12 restaurants, 9 agències immobiliàries, 3 tintoreries i 3 salons de bellesa.
Dels 28 establiments comercials que hi havia el 2009, 2 eren supermercats, 2 grans superfícies de material de bricolatge, 1 una gran superfície de material de bricolatge, 2 fleques, 4 carnisseries, 2 llibreries, 5 botigues de roba, 2 sabateries, 1 una sabateria, 1 una botiga de mobles, 1 una botiga de material de revestiment de parets i terra, 1 una perfumeria i 4 floristeries.
L'any 2000 a Bléré hi havia 53 explotacions agrícoles que ocupaven un total de 1.575 hectàrees.

## Equipaments sanitaris i escolars
El 2009 hi havia 2 farmàcies i 1 ambulància.
El 2009 hi havia 1 escola maternal i 2 escoles elementals. Bléré disposava d'un col·legi d'educació secundària amb 710 alumnes.

## Poblacions més properes
El següent diagrama mostra les poblacions més properes.